# Mary Linley

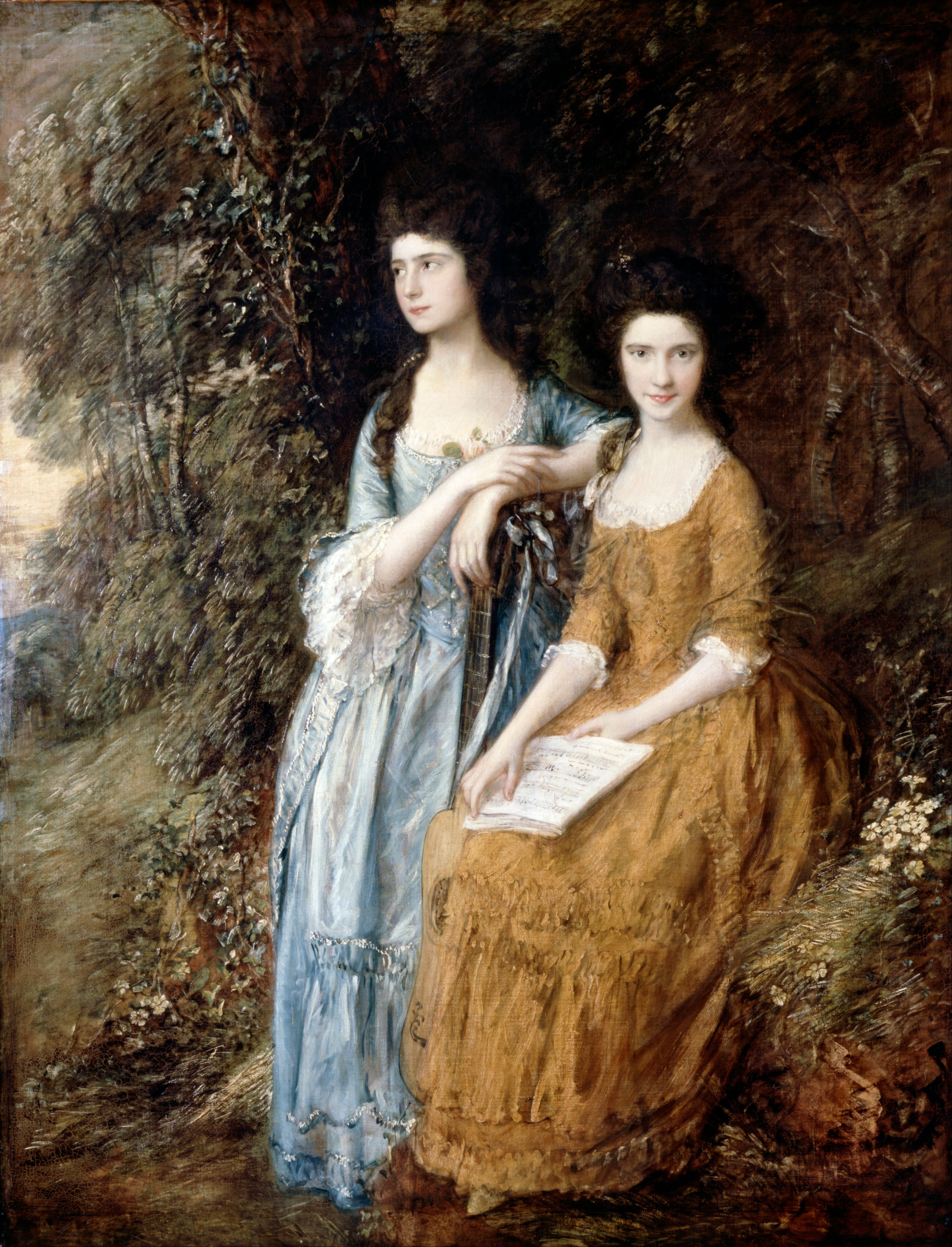
Mary con su hermana Elizabeth, pintura hecha por Thomas Gainsborough. Mary a la derecha y Elizabeth a la izquierda.

Mary Linley (1758 - 1787) fue una de los siete hermanos musicales nacidos del compositor Thomas Linley y su esposa Mary Johnson. Cantó en público hasta que se casó con Richard Tickell en 1780.

## Vida
Mary nació en Bath el 4 de enero de 1758. En 1771 se presentó en el Festival Musical de los Tres Coros en Hereford y en 1772 en Gloucester, con su hermana Elizabeth. Cuando Elizabeth Ann se retiró, Mary Linley ocupó su lugar en el oratorio y las salas de conciertos. El 25 de julio de 1780 Mary se casó con Richard Tickell, panfletista y comisionista de sellos. Falleció en Clifton el 27 de julio de 1787, dejando dos hijos y una hija, y fue enterrada en la catedral de Wells.